# Гірські дощові ліси Борнео
Гірські дощові ліси Борнео (ідентифікатор WWF: IM0103) — індомалайський екорегіон тропічних та субтропічних вологих широколистяних лісів, розташований в горах Борнео. Він вирізняється високим біорізноманіттям та рівнем ендемізму.

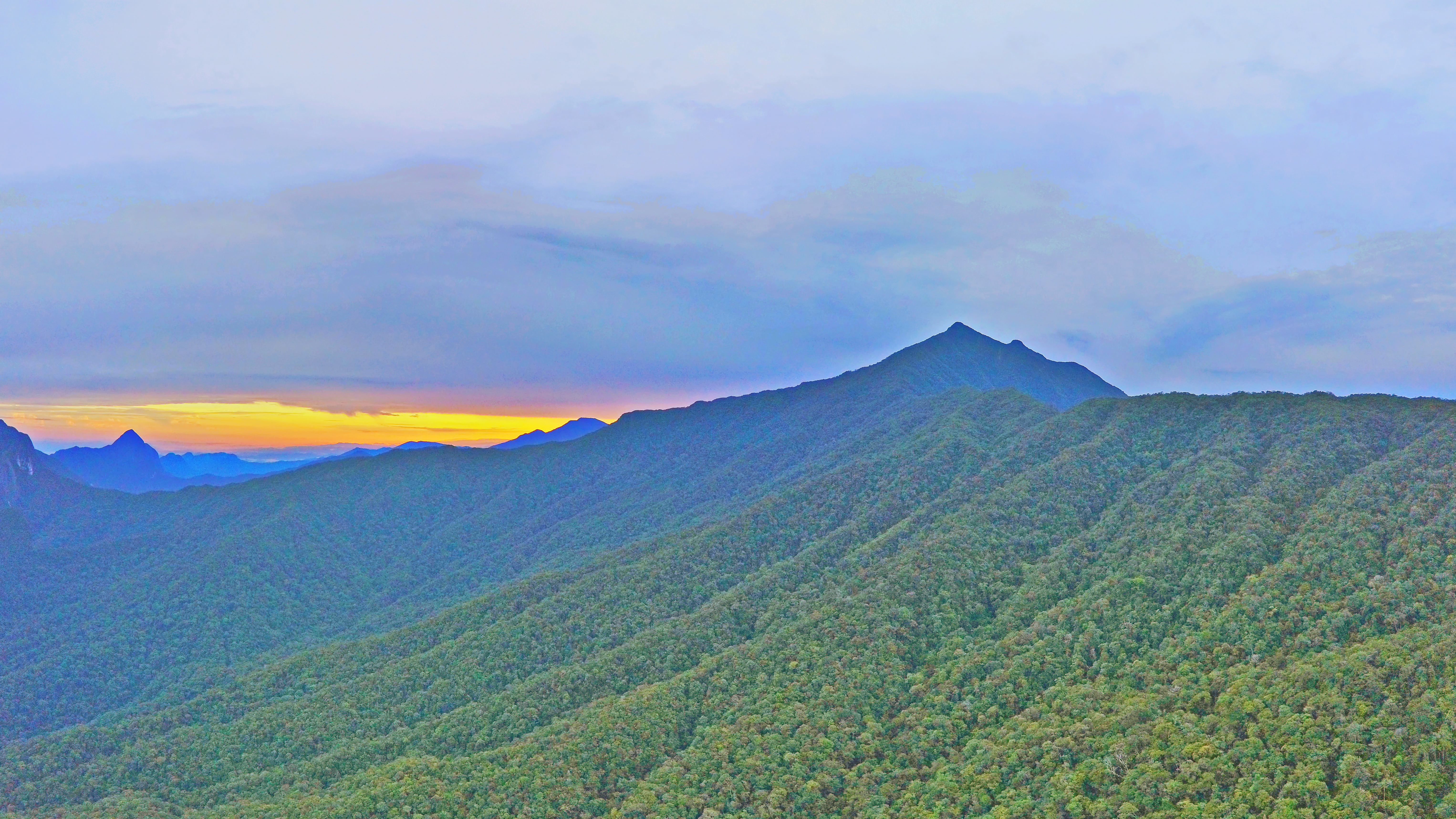
Вершина гори Мулу (гора) в штаті Саравак

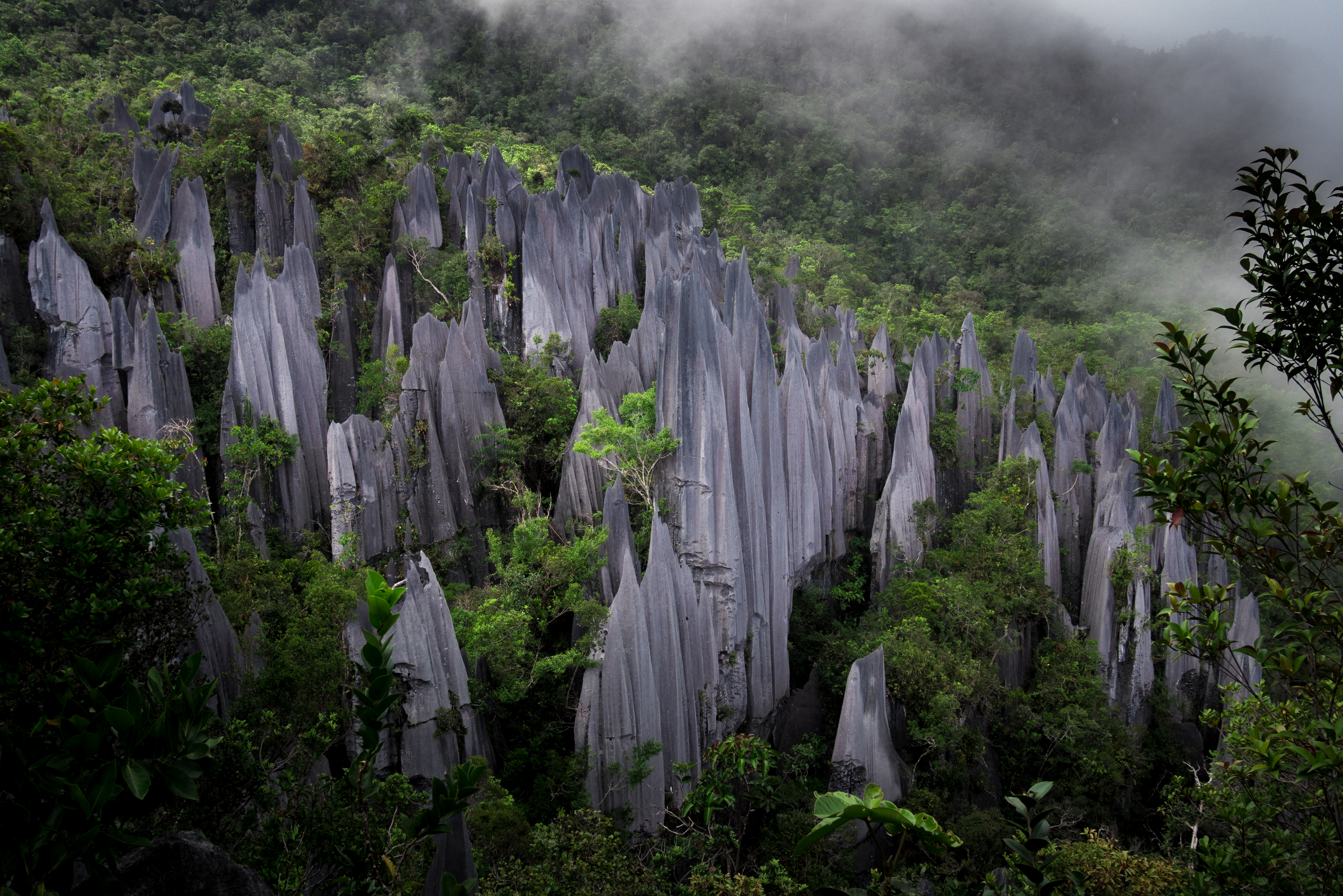
Вапнякові скелі на горі Апі

## Географія
Екорегіон гірських дощових лісів Борнео охоплює високогір'я Борнео або Калімантану, найбільшого острова Малайського архіпелагу. Цей третій за площею острів світу розділений між трьома країнами — більша його частина належить Індонезії, на північному заході острова лежить султанат Бруней та малайзійський штат Саравак, а на півночі острова — малайзійський штат Сабах. Гірські дощові ліси екорегіону охоплюють територію всіх трьох країн.
Гори Калімантану простягаються переважно з північного сходу на південний захід через центральну частину острова. Найвищими горами регіону є гори Крокер та Трусмаді, які лежать на півночі острова та розділяють Сабах на західну та східну частини. Середня висота хребта Крокер становить 1700 м над рівнем моря, а його найвищою вершиною є гора Кінабалу заввишки 4095 м. Найвищою вершиною хребта Трусмаді є гора Трусмаді заввишки 2642 м. У північній частині Сараваку лежить нагір'я Келабіт, найвищою вершиною якого є гора Муруд заввишки 2424 м. Вздовж кордону Індонезії та Сараваку простягаються гори Іран, які далі на південний захід переходять у гори Капуас-Хулу, гори Мюллера та гори Шварнера. На південному сході Калімантану розташовані ізольовані гори Мератус, які простягаються з півночі на південь та відділені від основного гірського масиву приблизно на 300 км. Їхньою найвищою вершиною є гора Бесар заввишки 1901 м. З геологічної точки зору основу гір Калімантану складають старі осадові та вулканічні породи. Ґрунти переважно представлені червоноземами та інцептісолями, які менш родючі і більш кислі, ніж ґрунти низовин.
На висоті нижче 1000 м над рівнем моря гірські ліси переходять у рівнинні дощові ліси Борнео. Високогір'я Кінабалу, найвищої гори острова та всієї Південно-Східної Азії, виділяють у окремий екорегіон альпійських луків гори Кінабалу.

## Клімат
В межах екорегіону домінує вологий екваторіальний клімат (Af за класифікацією кліматів Кеппена). Зі збільшенням висоти на кожні 1000 м середня температура падає приблизно на 5 °C, що еквівалентно зміні широти на 10°. Це частково пояснює, чому у високогір'ях Калімантану зустрічаються рослини, які зазвичай поширені в регіонах з помірним кліматом. Середньорічна кількість опадів на Борнео перевищує 4000 мм. У високогір'ях опадів випадає більше, ніж на рівнинах. Багато лісів також отримують вологу з хмар, якими оповиті високогір'я острова.

## Флора
На висоті від 1000 до 1200 м над рівнем моря поширені гірські дощові ліси. Представників родини діптерокарпових (Dipterocarpaceae) тут зустрічається менше, ніж у низинних лісах. Замість них в низькогірських лісах поширені різні види дубів (Quercus spp.), літокарпусів (Lithocarpus spp.) та кастанопсисів (Castanopsis spp.) з родини букових (Fagaceae), а також різні представники родини миртових (Myrtaceae) та деякі хвойні дерева, зокрема різні види дакридіумів (Dacrydium spp.) і ногоплідників (Podocarpus spp.) та борнейські каурі (Agathis borneensis). На висоті понад 1500 м над рівнем моря поширені високогірні хмарні ліси, а на найвищих вершинах — альпійські луки.
Зі збільшенням висоти в гірських лісах спостерігаються три основні зміни. По-перше, зменшується висота лісового намету, яка у високогір'ях становить від 10 до 20 м над землею. Емерджентні дерева, такі як туалангові дерева (Koompassia excelsa), характерні для рівнинних лісів, в екорегіоні відсутні. По-друге, змінюється форма і розмір листя. У рівнинних лісах переважають породи дерев з середнім або великим листям, які часто характеризуються широкими дошкоподібними коренями, тоді як у гірських лісах переважають стрункі дерева з дрібним листям та пласкими кронами. По-третє, збільшується кількість епіфітів. Орхідеї, папороті, мохи, лишайники та печіночники більш поширені у високогір'ях, ніж у рівнинних лісах. Високогірні ліси Борнео мають багато спільних видів, особливостей структури та зовнішнього вигляду з пустищними лісами.
Гірська флора Борнео включає безліч видів азійського та австралазійського походження, що робить її однією з найрізноманітніших на Землі. Найчастіше в екорегіоні зустрічаються представники родин Араукарієві (Araucariaceae), Клетрові (Clethraceae), Вересові (Ericaceae), Букові (Fagaceae), Лаврові (Lauraceae), Миртові (Myrtaceae), Подокарпові (Podocarpaceae), Симплокові (Symplocaceae) та Чаєві (Theaceae). В горах Борнео спостерігається особливо високе різноманіття хижих рослин, рододендронів та орхідей. Тут зустрічається більше п'ятнадцяти видів непентесів (Nepenthes spp.), а також кілька видів росичок (Drosera spp.) та пухирників (Utricularia spp.) — комахоїдних рослин, які найбільш поширені в районах з великою кількістю опадів та невисоким, відкритим лісовим наметом. Для флори регіону характерні рододендрони (Rhododendron spp.), які пристосувалися до суворих високогірних умов та кислих, заболочених ґрунтів. Світлі та вологі хмарні ліси забезпечують ідеальні умови для росту багатьох видів орхідей, які найчастіше виступають тут як епіфітні види.
Серед вапнякових скель екорегіону зустрічаються унікальні рослинні угруповання, що включають багато ендемічних видів. Особливо багатою є флора гори Апі. Тут спостерігається порушення висотної зональності, порівняно з лісами, що ростуть на інших субстратах, а гірські птахи зустрічаються на нетипово низьких висотах. Ультраосновні гірські породи, які складають частини хребта Крокер та гори Кінабалу, створюють умови для формування ґрунтів, які багаті на металеві елементи (нікель, кобальт, хром, марганець), характеризуються високим катіонним дисбалансом та дефіцитом деяких поживних речовин, таких як калій і фосфор. Рослинні угруповання, що ростуть на ультраосновних ґрунтах, демонструють нижчий зріст і меншу біомасу, вищий рівень ендемізму та чіткий видовий склад порівняно з типовими гірськими рослинними угрупованнями на подібних висотах. В горах Меліган та на плато Усун-Апау зустрічаються високогірні заболочені ліси, які допомагають регулювати водопостачання в районах, розташованих нижче за течією.

## Фауна
Помітна різниця в структурі та видовому складі між рівнинними та гірськими дощовими лісами Борнео впливає на розподіл фауністичних угруповань, що зустрічаються в цих екорегіонах. Тварини в гірських регіонах зіштовхуються з несприятливим кліматом, відсутністю притулку та нестачею їжі. Наприклад, на горі Мулу в Сараваку серед 171 виду птахів, що живуть на його низинних схилах, більшість не трапляється на висоті понад 900 м над рівнем моря, а в лісах на вершині цієї гори, на висоті понад 1300 м над рівнем моря, зустрічається лише 12 видів птахів. Подібним чином видове різноманіття ссавців має тенденцію до зменшення зі збільшенням висоти над рівнем моря. Більшість видів приматів віддають перевагу низовинам, а калімантанські орангутани (Pongo pygmaeus), гібони та лангури демонструють значне скорочення чисельності між 500 і 1500 м над рівнем моря. Однак густота популяцій південних свинохвостих макак (Macaca nemestrina) та макак-крабоїдів (Macaca fascicularis) майже однакова як у рівнинних, так і в гірських регіонах, що, можливо, пояснюється більш різноманітним раціоном.
Загалом в екорегіоні зустрічається близько 150 видів ссавців. Величезні масиви гірських лісів все ще залишаються незайманими і слугують притулком для багатьох великих тварин, таких як калімантанські орангутани (Pongo pygmaeus), борнейські слони (Elephas maximus borneensis), надзвичайно рідкісні борнейські носороги (Dicerorhinus sumatrensis harrissoni) та борнейські пантери (Neofelis diardi borneensis). Однак більшість ссавців, поширених в гірських лісах Борнео, — це дрібні цивети, тупаї, білки та пацюки. Серед ендемічних або майже ендемічних ссавців, поширених у високогір'ях екорегіону, слід відзначити цивету Хосе (Diplogale hosei), гірську тупаю (Tupaia montana), борнейську гладкохвосту тупаю (Dendrogale melanura), борнейську водяну землерийку (Chimarrogale phaeura), чорну білозубку (Suncus ater), кінабалуйську білозубку (Crocidura baluensis), калімантанську білку (Glyphotes simus), кінабалуйську білку (Callosciurus baluensis), білку Брука (Sundasciurus brookei), білку Джентінка (Sundasciurus jentinki), китицевуху карликову білку (Exilisciurus whiteheadi), борнейську чорносмугу білку (Callosciurus orestes), борнейську гірську земляну білку (Sundasciurus everetti), чотирисмугу земляну білку (Lariscus hosei), малого колючого щура (Maxomys baeodon), гірського колючого щура (Maxomys alticola), велетенського зондського щура (Sundamys infraluteus), довгохвостого гірського пацюка (Niviventer rapit), кінабалуйського пацюка (Rattus baluensis) та сірочереву щіткохвосту мишу (Chiropodomys muroides).
Орнітофауна екорегіону нараховує понад 250 видів птахів. Серед ендемічних птахів, поширених у високогір'ях Борнео, слід відзначити саравацьку куріпку (Rhizothera dulitensis), червоноголову куріпку (Haematortyx sanguiniceps), борнейського корнудо (Batrachostomus mixtus), борнейську салангану (Collocalia dodgei), гірського змієїда (Spilornis kinabaluensis), сіроволого трогона (Harpactes whiteheadi), борнейського бородастика (Psilopogon pulcherrimus), чорногорлого рогодзьоба (Calyptomena whiteheadi), борнейського свистуна (Pachycephala hypoxantha), чорну вивільгу (Oriolus hosii), борнейську цису (Cissa jefferyi), блідого бюльбюля (Pycnonotus leucops), борнейського куцокрила (Locustella accentor), окулярця-крихітку (Heleia squamifrons), чорноока (Zosterops emiliae), гірську турдинулу (Gypsophila crassa), трилера (Chlamydochaera jefferyi), борнейського квічаля (Zoothera everetti), даяцьку нільтаву (Cyornis montanus), крокерську джунглівницю (Cyornis ruficrissa), борнейську аренгу (Myophonus borneensis), борнейську вилохвістку (Enicurus borneensis), короткохвосту джунглівницю (Vauriella gularis), борнейську очеретянку-куцохвоста (Urosphena whiteheadi), борнейського павуколова (Arachnothera everetti) та бурого павуколова (Arachnothera juliae), а серед майже ендемічних птахів, — борнейську куріпку (Arborophila hyperythra), дулітського корнудо (Batrachostomus harterti), чорногорлого бородастика (Psilopogon eximius), гірського бородастика (Psilopogon monticola), синьочеревого рогодзьоба (Calyptomena hosii), борнейську вагабунду (Dendrocitta cinerascens), борнейського бюльбюля (Rubigula montis), іржастого бюльбюля-бороданя (Alophoixus ruficrissus), борнейську стафіду (Staphida everetti), червонодзьобу чагарницю (Melanocichla calva), жовтодзьобу чагарницю (Pterorhinus treacheri), борнейську ратину (Turdinus atrigularis), борнейського квіткоїда (Dicaeum monticolum) та борнейського зеленчика (Chloropsis kinabaluensis). 
Серед інших птахів, поширених в горах екорегіону, слід відзначити білохвостого лофура (Lophura bulweri), гірського пінона (Ducula badia), гірську сплюшку (Otus spilocephalus), калімантанську сплюшку (Otus lempiji), сундайського сичика-горобця (Taenioptynx sylvaticus), малазійського дятла (Yungipicus moluccensis), малого древняка (Blythipicus rubiginosus), золотаву піту (Hydrornis schwaneri), чорнощокого шикачика (Coracina larvata), рододендронового янчика (Pteruthius aeralatus), зеленоспинну югину (Erpornis zantholeuca), сірого оливника (Hemixos cinereus), гірського вівчарика (Phylloscopus trivirgatus), гірського кравчика (Phyllergates cucullatus), сіроголову чагарницю (Garrulax palliatus) та строкатого квічаля (Zoothera dauma). Багато гір Калімантану недостатньо досліджені орнітологами, тому подальші дослідження можуть призвести до кращого розуміння біології та поведінки птахів регіону та до відкриття нових видів. Так, у 2021 році в горах Мератус на південному сході Калімантану були відкриті мератуські окулярники (Zosterops meratusensis) та мератуські нільтави (Cyornis kadayangensis), два нові ендемічні види птахів, які до цього були невідомі науковцям. 

## Збереження
Майже три чверті гірських лісів екорегіону залишаються незайманими, а близько чверті території регіону перебувають під охороною. Амбітна угода між урядами Індонезії, Малайзії та Брунею, укладена у 2007 році, покликана захистити незайману природу "серця Борнео". Гірські ліси Борнео здебільшого не постраждали під час масштабних пожеж 1997-1998 років, які знищили величезні площі рівнинних лісів. З огляду на швидку втрату рівнинних лісів, гірські ліси Борнео можуть слугувати останнім притулком для багатьох видів. Однак масштабна комерційна лісозаготівля, розширення плантацій олійної пальми, лісові пожежі та незаконні вирубки продовжують залишатися серйозними загрозами. Жахливий стан борнейських носорогів, яких у дикій природі залишилося заледве кілька десятків, є яскравим свідченням загрози ендемічним і зникаючим видам.
Оцінка 2017 року показала, що 28 229 км², або 25 % екорегіону, є заповідними територіями. Природоохоронні території включають: Національний парк Каян-Ментаранг, Національний парк Бетунг-Керіхун та Національний парк Букіт-Бака-Букіт-Рая в Індонезії, Національний парк Гунунг-Мулу, Національний парк Пулонг-Тау, Національний парк Усун-Апау та Національний парк Гунунг-Буда в малайзійському штаті Саравак, Лісовий заповідник Улу-Калумпанг та Заповідник басейну Маліау в малайзійському штаті Сабах, а також Національний парк Улу-Тембуронг в Брунеї.